# Apanteles apo
Apanteles apo är en stekelart som först beskrevs av Wilkinson 1929.  Apanteles apo ingår i släktet Apanteles och familjen bracksteklar. Inga underarter finns listade i Catalogue of Life.